# Bajt Dadżan (muhafaza Nablus)
Bajt Dadżan (arab. ‏بيت دجن‎, Bayt Daǧan) – wieś w Palestynie, w muhafazie Nablus. Według danych szacunkowych Palestyńskiego Centralnego Biura Statystycznego w 2016 roku miejscowość liczyła 4229 mieszkańców.